# Tamms, Illinois
Tamms là một làng thuộc quận Alexander, tiểu bang Illinois, Hoa Kỳ. Năm 2010, dân số của làng này là 632 người.

## Dân số
Dân số qua các năm:
- Năm 2000: 724 người.
- Năm 2010: 632 người.